# Pazifische Hurrikansaison 2013
Die Pazifische Hurrikansaison 2013 begann im östlichen Pazifik offiziell am 15. Mai und im Zentralpazifik am 1. Juni. Sie endete am 30. November. In diesem Zeitraum bilden sich üblicherweise die meisten tropischen Stürme, da in diesem Zeitraum gute Bedingungen für die Bildung von Hurrikans vorliegen, so ist der Ozean warm genug, die Luftfeuchtigkeit ist hoch und kaum Windscherung, allerdings könnte sich ein tropischer Sturm zu jeder Zeit bilden. Alle Stürme nördlich des Äquators und östlich von 180° W gehören dazu. Die Stürme, die sich westlich von 180° W bilden, nennt man Taifune und sind Bestandteil der Pazifischen Taifunsaison 2013.
Die Saison startete pünktlich mit der Bildung des Tropensturms Alvin am 15. Mai, dem offiziellen Beginn der Hurrikansaison im östlichen Pazifik. Mit Hurrikan Barbara entwickelte sich zwei Wochen nach Alvin der erste Hurrikan der Saison. Barbara erreichte die Stärke eines schwachen Hurrikans und ging am Abend des 29. Mai über der Grenzregion zwischen Chiapas und Oaxaca an Land. Der Sturm führte zum Tod von mindestens 4 Personen. Die nächsten beiden Hurrikane, Cosme und Dalila, entwickelten sich südlich von Mexiko und beeinflussten beide das Wetter im südlichen und westlichen Teil des Landes. Auch der danach folgende Sturm, Erick, erhielt den Status als Hurrikan und zog direkt an der Küste Mexikos entlang. Mehrere Teile des Landes sind überflutet worden. Tropensturm Flossie, der sich Ende Juli bildete, zog als erstes tropisches System der Saison in den Zentralpazifik und löste sich westnordwestlich von Hawaii auf. Weit entfernt vom Festland bildete sich ebenfalls Hurrikan Gil, welcher Ende Juli und Anfang August existierte. Der nachfolgende Hurrikan Henriette bildete sich direkt östlich von Gil und hatte zunächst Schwierigkeiten sich zu entwickeln. Als Gil sich jedoch weiter entfernte, verstärkte sich Henriette rapide und intensivierte sich in einen Kategorie-2-Hurrikan. Nach weniger als einer Woche Stille bildete sich im Zentralpazifik unweit der Datumsgrenze der erste vom Central Pacific Hurricane Center (CPHC) benannte Sturm: Pewa. Nachdem Pewa zwei Tage später in den Westpazifik zog, entstand direkt östlich von dem System der schwache tropische Sturm Unala, der als Lebensdauer nur einen einzigen Tag hatte. Die danach folgenden tropischen Stürme Ivo, Juliette, Kiko und Lorena beeinflussten alle das Wetter in Niederkalifornien. Ivo und Kiko beeinflussten ebenfalls das Wetter in den südwestlichen Vereinigten Staaten. Mitte September bildete sich südlich von Mexiko der tropische Sturm Manuel, der erst über Colima an Land ging und sich dann westlich von Nayarit reintensivierte und als ein Hurrikan über Sinaloa an Land ging. Manuel forderte mindestens 169 Menschenleben und sorgte für einen Gesamtschaden von 4,2 Milliarden US-Dollar. Der danach folgende tropische Sturm Narda bildete sich Anfang Oktober weit entfernt von Land über dem offenen Pazifik und bedrohte somit kein Land. Mit Octave und Priscilla bildeten sich Mitte Oktober gleich zwei tropische Stürme. Während der schwächere von beiden, Priscilla, kein Land bedrohte, ging Octave über Niederkalifornien an Land.

## Stürme

### Sturmnamen
Die folgenden Namen wurden in dieser Saison vergeben:
Alvin, Barbara, Cosme, Dalila, Erick, Flossie, Gil, Henriette, Ivo, Juliette, Kiko, Lorena, Manuel, Narda, Octave, Priscilla, Raymond und Sonia
Nicht zur Anwendung kamen:
Tico, Velma, Wallis, Xina, York und Zelda
Die folgenden zwei Namen werden für die nächsten Stürme, die sich im Zentralpazifik bilden, verwendet:
Pewa und Unala

### Tropischer Sturm Alvin
Am 14. Mai bildete sich 650 Meilen südlich von Acapulco, Mexiko ein breiter Bereich von niedrigem Luftdruck. Am folgenden Tag meldete das National Hurricane Center (NHC) die Bildung des tropischen Tiefdruckgebiets Eins-E etwa 1045 km südsüdwestlich von Acapulco, Mexiko. Nur sechs Stunden später verstärkte sich das Tiefdruckgebiet in einen tropischen Sturm und erhielt den Namen Alvin. Am frühen Morgen des 16. Mai erreichte Alvin seinen Höhepunkt mit Windgeschwindigkeiten von 85 km/h und einem Luftdruck von 1003 hPa, schwächte sich danach aber wieder ab und war bereits am Abend desselben Tages nur noch ein schwacher tropischer Sturm. In den Morgenstunden des 17. Mai schwächte sich Alvin 1275 km südwestlich von Manzanillo, Mexiko in einen Trog ab und das National Hurricane Center veröffentlichte die letzte Warnung zu dem System. Die Reste von Alvin zeigten nach der Abschwächung in einen Trog zwar Anzeichen auf eine Regeneration, doch verhinderten schlechte Bedingungen zur weiteren Entwicklung die Wiedererlangung des Status als tropisches Tiefdruckgebiet.
- NHC's Sturmarchiv zu Tropensturm Alvin (englisch)
- NHC's Grafikenarchiv zu Tropensturm Alvin (englisch)
- NHC's Tropical Cyclone Report on Tropical Storm Alvin (englisch; PDF; 2,5 MB)

### Hurrikan Barbara

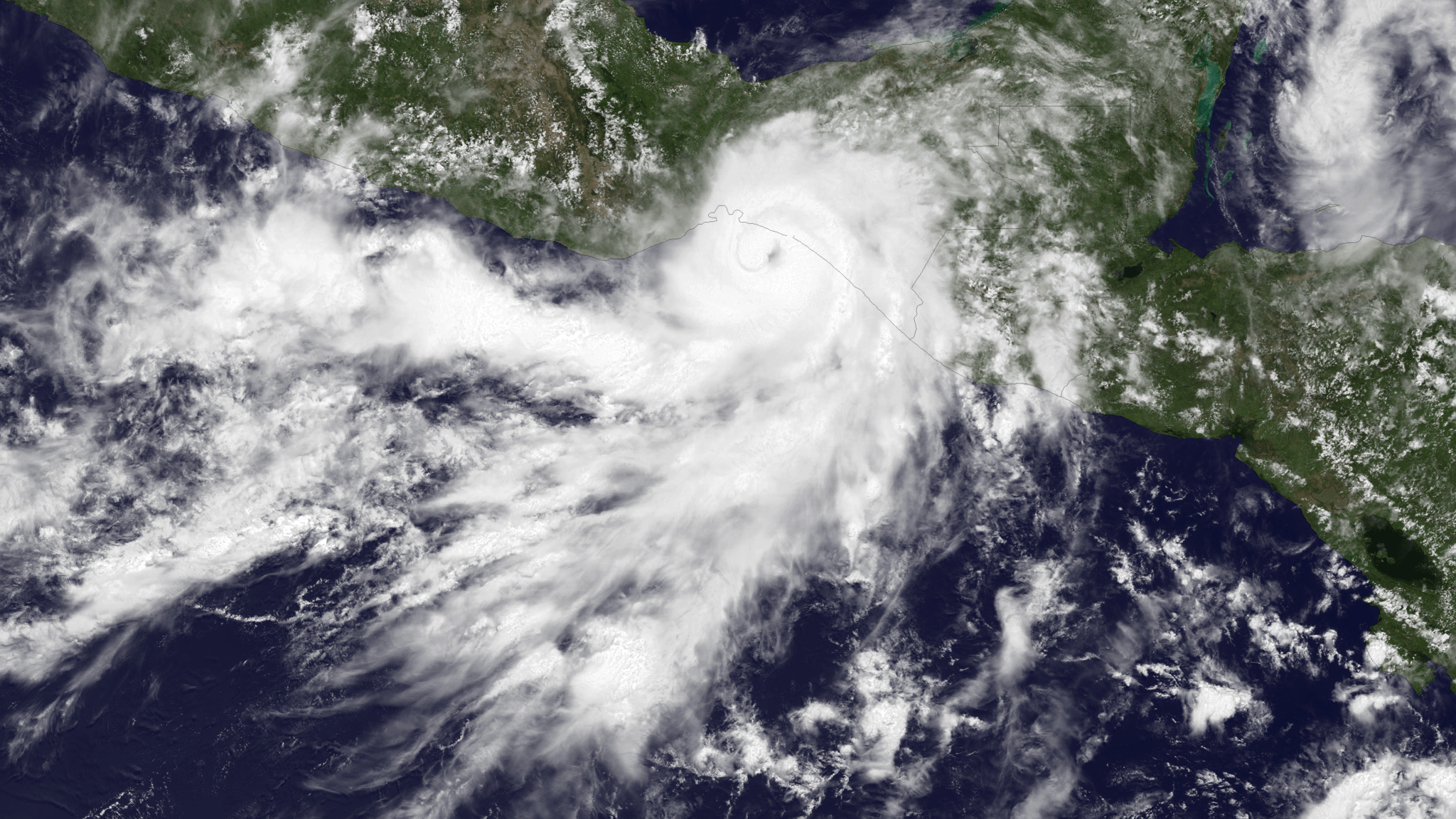
Hurrikan Barbara kurz vor seinem Landgang über dem Grenzgebiet zwischen Chiapas und Oaxaca

Am 24. Mai bildete sich 150 Meilen südwestlich der Küste von Costa Rica ein Gebiet gestörten Wetters. Im Laufe der nächsten Tage konnte sich das System mehr und mehr organisieren, sodass es am 27. Mai eine hohe Wahrscheinlichkeit hatte, sich in ein tropisches System zu entwickeln. Am Abend des 28. Mai aktualisierte das National Hurricane Center (NHC) es zum tropischen Tiefdruckgebiet Zwei-E, als es sich etwa 265 km südsüdwestlich von Salina Cruz, Mexiko befand. Noch am selben Abend wurde dieses zu einem tropischen Sturm heraufgestuft und erhielt den Namen Barbara. Der Sturm verstärkte sich rapide und hatte bereits am Mittag des 29. Mai andauernde Windgeschwindigkeiten von 100 km/h, was einem starken tropischen Sturm entspricht. Später am selben Tag erkannte das National Hurricane Center, dass Barbara Windgeschwindigkeiten von bis zu 120 km/h erreicht hat, sodass der Sturm zu einem Hurrikan heraufgestuft wurde. Um 1950 UTC am 29. Mai ging Barbara 35 km westlich von Tonalá, Chiapas an Land. Nach dem Landgang schwächte sich der Hurrikan rasch in einen tropischen Sturm ab, als er immer weiter ins Landesinnere zog. Früh am 30. Mai meldete das National Hurricane Center, dass sich Barbara in ein tropisches Tiefdruckgebiet abgeschwächt hat. Noch am selben Tag degenierte sich Barbara 40 km nordnordwestlich von Coatzacoalcos, Mexiko in ein Resttief und das National Hurricane Center gab die letzte Warnung zu dem System heraus. Im Laufe des folgenden Tages zogen die Reste von Barbara in die Bucht von Campeche und wurden dort am 1. Juni zum letzten Mal beobachtet.
Durch die Auswirkungen des Sturms sind mindestens 4 Menschen ums Leben gekommen: In El Salvador ist eine 44-jährige Frau von einem Baum erschlagen worden, der umgefallen war, vor der Küste von Oaxaca ist ein 61-jähriger Surfer aus den USA ertrunken, im Landesinneren von Mexiko ist ein 27-jähriger Mann von einem Sturzbach mitgerissen worden und in der Stadt Santa Cruz wurde die Leiche eines 60-jährigen Mannes an einem Flussufer gefunden. Zudem werden 12 Fischer vermisst. 8 von ihnen wurden lebend gefunden.
- NHC's Sturmarchiv zu Hurrikan Barbara (englisch)
- NHC's Grafikenarchiv zu Hurrikan Barbara (englisch)
- NHC's Tropical Cyclone Report on Hurricane Barbara (englisch; PDF; 5,4 MB)

### Hurrikan Cosme
Am 20. Juni begann das National Hurricane Center (NHC) mit der Beobachtung einer Zone von gestörtem Wetter, welche sich mehrere hundert Meilen südöstlich von Acapulco, Mexiko befand. Die Störung konnte sich rasch entwickeln, sodass sie bereits am folgenden Tag eine hohe Wahrscheinlichkeit hatte, sich in ein tropisches Tiefdruckgebiet zu verstärken. Als sich das System am 23. Juni etwa 800 km südlich von Manzanillo, Mexiko befand, wurde es vom National Hurricane Center zum tropischen Tiefdruckgebiet Drei-E heraufgestuft. Früh am 24. Juni verstärkte sich die Konvektion und das System wurde zum tropischen Sturm Cosme erklärt. Zu diesem Zeitpunkt befand sich Cosme etwa 695 km südlich von Manzanillo, Mexiko. Der Sturm intensivierte sich rasch weiter und war bereits am Abend desselben Tages ein starker tropischer Sturm. Am Nachmittag des 25. Juni zeigte Cosme ein sichtbares Auge, weshalb das National Hurricane Center den Sturm zu einem Hurrikan aktualisierte. Ein paar Stunden später erreichte der Hurrikan seinen Höhepunkt mit Windgeschwindigkeiten von 140 km/h und einem Luftdruck von 981 hPa. Nach dem Höhepunkt schwächte sich Cosme am 26. Juni rasch in einen tropischen Sturm ab. Nur einen Tag später degenerierte der Sturm 1330 km westlich von Cabo San Lucas, Mexiko zu einem Resttief und das National Hurricane Center gab die letzte Warnung zu Cosme aus.
Durch die Auswirkungen des Hurrikans starben im mexikanischen Bundesstaat Guerrero drei Menschen: Ein Tourist ertrank in Zihuatanejo, ein Polizist starb bei einem Flugzeugabsturz und ein Mann ertrank vor der Küste.
- NHC's Sturmarchiv zu Hurrikan Cosme (englisch)
- NHC's Grafikenarchiv zu Hurrikan Cosme (englisch)
- NHC's Tropical Cyclone Report on Hurricane Cosme (englisch; PDF; 270 kB)

### Hurrikan Dalila
Am 26. Juni bildete sich mehrere hundert Meilen südlich von Acapulco, Mexiko ein Gebiet gestörten Wetters. Das System konnte sich langsam entwickeln und erhielt zwei Tage später eine hohe Wahrscheinlichkeit, sich in ein tropisches Tiefdruckgebiet zu entwickeln. Am frühen Morgen des 30. Juni hatte es sich soweit entwickelt, um vom National Hurricane Center 485 km südwestlich von Acapulco, Mexiko zum tropischen Tiefdruckgebiet Vier-E klassifiziert zu werden. Nur sechs Stunden später erreichte das Tiefdruckgebiet Sturmstatus und bekam den Namen Dalila. Zunächst konnte sich der Sturm nicht weiterentwickeln und blieb ein schwacher tropischer Sturm, der noch ziemlich unorganisiert war. Am Abend des 1. Juli begann Dalila jedoch eine rapide Intensivierung und verstärkte sich rasch in einen starken tropischen Sturm mit andauernden Windgeschwindigkeiten von bis zu 110 km/h und einem Luftdruck von 992 hPa. Als der Sturm am 2. Juli begann ein kleines Auge zu bilden, aktualisierte das National Hurricane Center Dalila zu einem Hurrikan. Nach dem Höhepunkt schwächte sich der Hurrikan am Nachmittag des 3. Juli rasch wieder in einen tropischen Sturm ab und war bereits am Abend des folgenden Tages nur noch ein tropisches Tiefdruckgebiet. Im Laufe der nächsten beiden Tage konnte Dalila diesen Status beibehalten, hatte aber am Abend des 5. Juli nur noch Windgeschwindigkeiten von 45 km/h. Früh am 7. Juli meldete das National Hurricane Center, dass sich Dalila etwa 750 km südsüdwestlich von Cabo San Lucas, Mexiko in ein Resttief degeneriert hatte.
- NHC's Sturmarchiv zu Hurrikan Dalila (englisch)
- NHC's Grafikenarchiv zu Hurrikan Dalila (englisch)
- NHC's Tropical Cyclone Report on Hurricane Dalila (englisch; PDF)

### Hurrikan Erick
Am 1. Juli begann das National Hurricane Center (NHC) eine Zone von gestörtem Wetter mehrere hundert Meilen südlich des Isthmus von Tehuantepec zu beobachten. Die Störung entwickelte sich langsam und erhielt am 3. Juli eine hohe Wahrscheinlichkeit, sich in ein tropisches System zu entwickeln. Am Nachmittag des folgenden Tages stufte das National Hurricane Center das System zum tropischen Tiefdruckgebiet Fünf-E herauf, als es sich etwa 420 km südsüdöstlich von Acapulco, Mexiko befand. 12 Stunden später verstärkte sich dieses in einen tropischen Sturm und erhielt den Namen Erick. Der Sturm intensivierte sich rasch weiter und hatte bereits am Nachmittag des 5. Juli andauernde Windgeschwindigkeiten von rund 110 km/h, was einem starken tropischen Sturm entspricht. Als Erick am Mittag des 6. Juli begann, ein Auge zu bilden, aktualisierte das National Hurricane Center den Sturm zu einem Hurrikan. Zugleich erreichte Erick seinen Höhepunkt mit Windgeschwindigkeiten von 130 km/h und einem Luftdruck von 984 hPa, bevor der Hurrikan sich am folgenden Tag in einen tropischen Sturm abschwächte. Bei der Annäherung an Niederkalifornien schwächte sich der Sturm am späten Abend des 8. Juli in ein tropisches Tiefdruckgebiet ab. Am folgenden Tag degenerierte das Tiefdruckgebiet 100 km westsüdwestlich von Cabo San Lazaro, Mexiko zu einem Resttief.
In Mexiko sind durch die Auswirkungen des Hurrikans mindestens zwei Menschen ums Leben gekommen, zwei weitere werden vermisst.
- NHC's Sturmarchiv zu Hurrikan Erick (englisch)
- NHC's Grafikenarchiv zu Hurrikan Erick (englisch)
- NHC's Tropical Cyclone Report on Hurricane Erick (englisch; PDF; 672 kB)

### Tropischer Sturm Flossie
Am 21. Juli meldete das National Hurricane Center (NHC) die Bildung eines breiten Bereichs von niedrigem Luftdruck mehrere hundert Meilen südsüdwestlich von Acapulco, Mexiko. Nach und nach konnte sich das Tiefdruckgebiet organisieren und bekam am folgenden Tag eine mittlere Wahrscheinlichkeit sich in eine tropische Zyklone zu entwickeln. Am frühen Morgen des 25. Juli hatte sich das System soweit entwickelt, um vom National Hurricane Center etwa 1530 km westsüdwestlich von Cabo San Lucas, Mexiko zu einem tropischen Tiefdruckgebiet aktualisiert zu werden, welches die Bezeichnung Sechs-E erhielt. Nur sechs Stunden später wurde das Tiefdruckgebiet zum tropischen Sturm Flossie heraufgestuft. Der Sturm gewann nach und nach an Stärke und hatte am Nachmittag des 26. Juli Windgeschwindigkeiten von 95 km/h. Früh am 27. Juli erreichte Flossie ihren Höhepunkt mit andauernden Windgeschwindigkeiten von 110 km/h und einem Luftdruck von 995 hPa, was einem starken tropischen Sturm entspricht. Noch am selben Tag wanderte der Sturm in den Verantwortungsbereich des Central Pacific Hurricane Centers. Im Laufe der nächsten Tage hielt Flossie ihre Intensität und schwächte sich nur langsam ab. Am 29. Juli zog der Tropensturm mit Windgeschwindigkeiten von 75 km/h nördlich an Hawaii vorbei und schwächte sich früh am 30. Juli in ein tropisches Tiefdruckgebiet ab. Noch am selben Tag degenerierte Flossie 225 km westnordwestlich von Honolulu, Hawaii zu einem außertropischen Resttief.
- NHC's Sturmarchiv zu Tropensturm Flossie (englisch)
- NHC's Grafikenarchiv zu Tropensturm Flossie (englisch)
- CPHC's Sturmarchiv zu Tropensturm Flossie (englisch)
- NHC's Tropical Cyclone Report on Tropical Storm Flossie (englisch; PDF; 2,6 MB)

### Hurrikan Gil
Am 29. Juli begann das National Hurricane Center (NHC) mit der Beobachtung eines breiten Bereichs von niedrigem Luftdruck, der sich etwa 1000 Meilen südsüdwestlich von Cabo San Lucas, Mexiko befand. Das System organisierte sich rapide und wurde bereits am nächsten Tag 1300 km südsüdwestlich von Cabo San Lucas, Mexiko zu einem tropischen Tiefdruckgebiet aktualisiert, welches die Bezeichnung Sieben-E erhielt. Nur sechs Stunden später erreichte das Tiefdruckgebiet Sturmstärke und bekam den Namen Gil. Der Sturm intensivierte sich rapide und bildete am Abend des 31. Juli ein sichtbares Auge, was das National Hurricane Center dazu veranlasste, Gil zu einem Hurrikan heraufzustufen. Spät am 1. August erreichte Gil mit Windgeschwindigkeiten von 140 km/h und einem Luftdruck von 985 hPa ihren Höhepunkt. Danach schwächte sich der Hurrikan rasch ab und war bereits am Nachmittag des folgenden Tages nur noch ein tropischer Sturm. Im Laufe des nächsten Tages schwächte sich Gil nur langsam ab und hielt seine Intensität als moderater tropischer Sturm. Am 4. August wurde der Sturm allerdings immer unorganisierter und schwächte sich schließlich in ein tropisches Tiefdruckgebiet ab. Als das Tiefdruckgebiet früh am 6. August jedoch in den Verantwortungsbereich des Central Pacific Hurricane Centers zog, konnte es sich erneut in einen tropischen Sturm intensivieren. Bereits am selben Tag schwächte sich Gil allerdings wieder in ein tropisches Tiefdruckgebiet ab und degenerierte am frühen Morgen des 7. August 1510 km ostsüdöstlich von Hilo, Hawaii zu einem außertropischen Resttief.
- NHC's Sturmarchiv zu Hurrikan Gil (englisch)
- NHC's Grafikenarchiv zu Hurrikan Gil (englisch)
- CPHC's Sturmarchiv zu Tropensturm Gil (englisch)
- NHC's Tropical Cyclone Report on Hurricane Gil (englisch; PDF)

### Hurrikan Henriette
Am 30. Juli begann das National Hurricane Center mit der Beobachtung eines Gebiets von gestörtem Wetter etwa 750 Meilen südlich von Cabo San Lucas, Mexiko. Das System organisierte sich schnell, sodass es bereits am selben Tag eine hohe Wahrscheinlichkeit erhielt, sich in ein tropisches Tiefdruckgebiet zu entwickeln. Aufgrund der Nähe zu Hurrikan Gil konnte sich die Störung nicht weiter intensivieren und bekam am 1. August nur noch eine mittlere Wahrscheinlichkeit. Nachdem sich Gil aber weiter von dem System entfernte konnte es sich wieder organisieren und wurde am 3. August 1770 km südwestlich von Cabo San Lucas, Mexiko zum tropischen Tiefdruckgebiet Acht-E aktualisiert. Am folgenden Tag stufte das National Hurricane Center das Tiefdruckgebiet zu einem tropischen Sturm herauf und nannte diesen Henriette. Der Sturm verstärkte sich schnell und besaß am 5. August bereits Windgeschwindigkeiten von 100 km/h. Früh am 6. August bildete Henriette ein schwaches Auge und wurde so zu einem Hurrikan heraufgestuft. Später am selben Tag erreichte der Hurrikan seinen vorläufigen Höhepunkt mit andauernden Windgeschwindigkeiten von rund 150 km/h, was einem starken Kategorie-1-Hurrikan entspricht. Danach schwächte sich Henriette ein wenig ab, besaß aber noch Windgeschwindigkeiten von 140 km/h. Entgegen allen Prognosen, die ankündigten, dass sich der Hurrikan weiter abschwächen werde, verstärkte sich Henriette am 8. August in einen Kategorie-2-Hurrikan mit Windgeschwindigkeiten von 155 km/h. Am Nachmittag desselben Tages erreichte Henriette mit Windgeschwindigkeiten von 165 km/h und einem Luftdruck von 976 hPa ihren Höhepunkt und zog am späten Abend in den Zentralpazifik, wo der Hurrikan sich rapide in einen Sturm der Kategorie 1 abschwächte. Der Hurrikan verlor rasch an Kraft und wurde am Vormittag des 9. August vom Central Pacific Hurricane Center zu einem tropischen Sturm herabgestuft. Henriette schwächte sich stets weiter ab und besaß am späten Abend desselben Tages nur noch Windgeschwindigkeiten von 85 km/h. Südöstlich von Hawaii gelegen konnte der Sturm seine Intensität nicht halten und war am Abend des 10. August bereits nur noch ein sehr schwacher tropischer Sturm. Früh am 11. August verlor Henriette Sturmstärke und wurde zu einem tropischen Tiefdruckgebiet herabgestuft. Wenig später degenerierte das Tiefdruckgebiet zu einem außertropischen Resttief, als es sich 870 km südlich von Honolulu, Hawaii befand.
- NHC's Sturmarchiv zu Hurrikan Henriette (englisch)
- NHC's Grafikenarchiv zu Hurrikan Henriette (englisch)
- CPHC's Sturmarchiv zu Hurrikan Henriette (englisch)
- NHC's Tropical Cyclone Report on Hurricane Henriette (englisch; PDF)

### Tropischer Sturm Pewa
In den Nachmittagsstunden des 16. August meldete das Central Pacific Hurricane Center (CPHC) die Bildung des tropischen Sturms Pewa etwa 840 km südsüdwestlich des Johnston-Atolls. Der Sturm intensivierte sich rasch und besaß am folgenden Tag bereits Windgeschwindigkeiten von 100 km/h, bevor er früh am 18. August die Internationale Datumsgrenze überquerte und in den Westpazifik zog.
- CPHC's Sturmarchiv zu Tropensturm Pewa (englisch)

### Tropischer Sturm Unala
Am Morgen des 19. August meldete das Central Pacific Hurricane Center (CPHC), dass sich etwa 2050 km westsüdwestlich von Līhuʻe, Hawaii der tropische Sturm Unala gebildet hat. Bereits 6 Stunden später zog der Sturm in den Westpazifik.
- CPHC's Sturmarchiv zu Tropensturm Unala (englisch)

### Tropisches Tiefdruckgebiet Drei-C
Am späten Abend des 19. August, 18 Stunden nach Unala, bildete sich etwa 660 km westnordwestlich des Johnston-Atolls das tropische Tiefdruckgebiet Drei-C. Am folgenden Tag zog dieses über die International Datumsgrenze in den Westpazifik.
- CPHC's Sturmarchiv zu Tiefdruckgebiet Drei-C (englisch)

### Tropischer Sturm Ivo
Am 17. August begann das National Hurricane Center (NHC) mit der Beobachtung eines Gebiets von niedrigem Luftdruck etwa 500 Meilen südsüdwestlich von Acapulco, Mexiko. Das System konnte sich langsam organisieren und bekam am 19. August eine mittlere Wahrscheinlichkeit sich in ein tropisches Tiefdruckgebiet zu entwickeln. Früh am 21. August erhielt es eine hohe Wahrscheinlichkeit und wurde am Nachmittag des folgenden Tages als tropisches Tiefdruckgebiet Neun-E klassifiziert, als es sich etwa 625 km südsüdwestlich von Cabo San Lucas, Mexiko befand. 24 Stunden nach seiner Klassifizierung als tropisches Tiefdruckgebiet wurde das System zu einem tropischen Sturm heraufgestuft und erhielt den Namen Ivo. Der Sturm erreichte in der Nacht zum 24. August seinen Höhepunkt mit Windgeschwindigkeiten von 75 km/h und einem Luftdruck von 998 hPa, schwächte sich bei der Annäherung von Niederkalifornien allerdings wieder ein wenig ab. Am frühen Morgen des 25. August stufte das National Hurricane Center Ivo zu einem tropischen Tiefdruckgebiet herab. 18 Stunden später degenerierte das System zu einem außertropischen Resttief, als es sich etwa 235 km südlich von Punta Eugenia, Mexiko befand.
- NHC's Sturmarchiv zu Tropensturm Ivo (englisch)
- NHC's Grafikenarchiv zu Tropensturm Ivo (englisch)
- NHC's Tropical Cyclone Report on Tropical Storm Ivo (englisch; PDF)

### Tropischer Sturm Juliette
Am 27. August begann das National Hurricane Center (NHC) mit der Beobachtung eines Bereichs von niedrigem Luftdruck, der sich ein paar hundert Meilen südsüdöstlich von Manzanillo, Mexiko gebildet hat. Das System zog rasch nach Norden und wurde am Abend des 28. August etwa 205 km südöstlich von Cabo San Lucas, Mexiko zum tropischen Sturm Juliette aktualisiert. Der Sturm ging nur wenige Stunden später über Cabo San Lucas, Mexiko an Land. Danach bewegte sich Juliette an der Westküste von Niederkalifornien entlang und erreichte dort ihren Höhepunkt mit Windgeschwindigkeiten von 85 km/h und einem Luftdruck von 999 hPa. In eine nordwestliche Richtung ziehend, schwächte sich der Sturm am 29. August in ein tropisches Tiefdruckgebiet ab und degenerierte am frühen Morgen des nächsten Tages zu einem außertropischen Resttief, als er sich 125 km südsüdöstlich von Punta Eugenia, Mexiko befand.
- NHC's Sturmarchiv zu Tropensturm Juliette (englisch)
- NHC's Grafikenarchiv zu Tropensturm Juliette (englisch)
- NHC's Tropical Cyclone Report on Tropical Storm Juliette (englisch; PDF)

### Hurrikan Kiko
Am 27. August bildete sich rund 1000 Meilen südwestlich von Cabo San Lucas, Mexiko ein Bereich von niedrigem Luftdruck. Direkt südwestlich von Juliette liegend, konnte sich das System zunächst nicht organisieren. Erst als der Sturm sich am 30. August zu einem Resttief degenerierte und nach Nordwesten abzog, begann die Störung sich zu intensivieren und erhielt am selben Tag eine hohe Wahrscheinlichkeit sich in eine tropische Zyklone zu entwickeln. Am frühen Morgen des 31. August hatte sich das System soweit organisiert, um als tropisches Tiefdruckgebiet Elf-E klassifiziert zu werden. 18 Stunden später aktualisierte das National Hurricane Center das Tiefdruckgebiet zum tropischen Sturm Kiko. Der Sturm intensivierte sich rasch und erreichte in der Nacht zum 1. September seinen Höhepunkt mit Windgeschwindigkeiten von 110 km/h und einem Luftdruck von 993 hPa, was einem starken tropischen Sturm entspricht. Danach schwächte sich Kiko rapide ab und war bereits 18 Stunden nach seinem Höhepunkt nur noch ein tropisches Tiefdruckgebiet, welches wenig später zu einem außertropischen Resttief degenerierte, als es sich 685 km westlich von Cabo San Lucas, Mexiko befand.
In der Nachanalyse des Sturms stellte das National Hurricane Center fest, dass Kiko andauernde Windgeschwindigkeiten von 120 km/h erreichte und somit nachträglich zu einem Hurrikan aktualisiert wurde.
- NHC's Sturmarchiv zu Tropensturm Kiko (englisch)
- NHC's Grafikenarchiv zu Tropensturm Kiko (englisch)
- NHC's Tropical Cyclone Report on Hurricane Kiko (englisch; PDF; 7,2 MB)

### Tropischer Sturm Lorena
Am 2. September meldete das National Hurricane Center (NHC), dass sich mehrere hundert Meilen südlich der Küste von Südwestmexiko ein Bereich von Schauern und Gewittern gebildet habe. Die Störung bewegte sich in Richtung Norden-Nordwesten und begann sich rasch zu organisieren. Am Vormittag des 5. September wurde sie zum tropischen Tiefdruckgebiet Zwölf-E erklärt, als sich dieses 245 km südwestlich von Manzanillo, Mexiko befand. 12 Stunden später erreichte das System Sturmstärke und erhielt den Namen Lorena. Im Laufe der folgenden Tage zog Lorena nach Nordwesten und blieb ein schwacher tropischer Sturm, der relativ unorganisiert war. Am Abend des 6. September zog das Zentrum des Sturms direkt westlich an Cabo San Lucas, Mexiko vorbei. Wenig später schwächte sich Lorena in ein tropisches Tiefdruckgebiet ab und degenerierte früh am 8. September 60 km südsüdöstlich von Cabo San Lazaro, Mexiko zu einem außertropischen Resttief.
- NHC's Sturmarchiv zu Tropensturm Lorena (englisch)
- NHC's Grafikenarchiv zu Tropensturm Lorena (englisch)
- NHC's Tropical Cyclone Report on Tropical Storm Lorena (englisch; PDF)

### Hurrikan Manuel
Am 11. September bildete sich südlich des Golfs von Tehuantepec ein sehr großer Bereich von niedrigem Luftdruck. Die Störung organisierte sich rasch und bekam bereits am nächsten Tag eine hohe Wahrscheinlichkeit sich in ein tropisches Tiefdruckgebiet zu entwickeln. Am Nachmittag des 13. September hatte das System sich soweit organisiert, sodass es etwa 225 km südlich von Zihuatanejo, Mexiko als tropisches Tiefdruckgebiet Dreizehn-E klassifiziert wurde. Bereits sechs Stunden später erreichte es Sturmstärke und erhielt den Namen Manuel. Der Sturm intensivierte sich rasch und erreichte am Abend des 14. September seinen Höhepunkt mit Windgeschwindigkeiten von 110 km/h und einem Luftdruck von 985 hPa, was fast einem Hurrikan entspricht. Manuel ging am frühen Abend des 15. September mit Windgeschwindigkeiten von 100 km/h bei Manzanillo, Mexiko an Land und schwächte sich schnell ab. Noch am selben Tag schwächte sich der Sturm in ein tropisches Tiefdruckgebiet ab und löste sich früh am 16. September etwa 10 km westlich von Puerto Vallarta, Mexiko auf. Das Resttief von Manuel zog rasch wieder über das Meer und regenerierte sich spät am 17. September in ein tropisches Tiefdruckgebiet, als es sich etwa 120 km westsüdwestlich von Mazatlán, Mexiko befand. Der Sturm intensivierte sich rapide und bildete am folgenden Tag ein Auge, was das National Hurricane Center dazu veranlasste, Manuel zu einem Hurrikan heraufzustufen. Am Nachmittag des 19. September ging der Hurrikan mit Windgeschwindigkeiten von 120 km/h westlich von Culiacán, Mexiko an Land. 12 Stunden nach dem Landgang löste sich Manuel 235 km östlich von Los Mochis, Mexiko auf.
- NHC's Sturmarchiv zu Hurrikan Manuel (englisch)
- NHC's Grafikenarchiv zu Hurrikan Manuel (englisch)
- NHC's Tropical Cyclone Report on Hurricane Manuel (englisch; PDF)

### Tropischer Sturm Narda
Am 2. Oktober begann das National Hurricane Center (NHC) ein Gebiet von niedrigem Luftdruck zu beobachten, welches sich etwa 400 Meilen südsüdwestlich von Manzanillo, Mexiko befand. Zunächst konnte die Störung sich nicht intensivieren und blieb relativ unorganisiert. Erst am Morgen des 6. Oktober erhielt sie eine hohe Wahrscheinlichkeit und wurde wenig später zum tropischen Tiefdruckgebiet Vierzehn-E heraufgestuft, als es sich 1435 km südwestlich von Cabo San Lucas, Mexiko befand. Nur sechs Stunden später verstärkte sich das Tiefdruckgebiet in den tropischen Sturm Narda. Der Sturm intensivierte sich rapide und erreichte bereits 24 Stunden nach seiner Bildung seinen Höhepunkt mit andauernden Windgeschwindigkeiten von rund 100 km/h und einem Luftdruck von 998 hPa. Narda schwächte sich nach dem Höhepunkt auch schon wieder so schnell ab, wie sie sich zuvor verstärkt hatte. Früh am 9. Oktober verlor Narda einen Großteil ihrer Konvektion und schwächte sich in ein tropisches Tiefdruckgebiet ab. Einen Tag später degenerierte Narda über dem offenen Pazifik etwa 2140 km westsüdwestlich von Cabo San Lucas, Mexiko zu einem außertropischen Resttief.
- NHC's Sturmarchiv zu Tropensturm Narda (englisch)
- NHC's Grafikenarchiv zu Tropensturm Narda (englisch)
- NHC's Tropical Cyclone Report on Tropical Storm Narda (englisch; PDF; 257 kB)

### Tropischer Sturm Octave
Am 8. Oktober begann das National Hurricane Center (NHC) ein großes Gebiet von Schauern und Gewittern mehrere hundert Meilen südlich von Puerto Angel, Mexiko zu beobachten. Die Störung organisierte sich rasch und erhielt bereits am folgenden Tag eine hohe Wahrscheinlichkeit sich in ein tropisches Tiefdruckgebiet zu entwickeln. Allerdings hatte die Störung erst früh am 13. Oktober genug Organisation gehabt, um am selben Tag 755 km südlich von Cabo San Lucas, Mexiko zum tropischen Tiefdruckgebiet Fünfzehn-E aktualisiert zu werden. Nur sechs Stunden später erreichte es Sturmstärke und erhielt den Namen Octave. Der Sturm erreichte nur 24 Stunden nach seiner Bildung seinen Höhepunkt mit Windgeschwindigkeiten von rund 100 km/h und einem Luftdruck von 995 hPa. Als Octave sich am 14. Oktober Niederkalifornien näherte, schwächte sich das System in einen moderaten tropischen Sturm ab und ging früh am 15. Oktober über Comondú, Mexiko als ein tropisches Tiefdruckgebiet an Land. Wenig später degenerierte Octave etwa 130 km nordnordwestlich von Los Mochis, Mexiko zu einem Resttief.
- NHC's Sturmarchiv zu Tropensturm Octave (englisch)
- NHC's Grafikenarchiv zu Tropensturm Octave (englisch)
- NHC's Tropical Cyclone Report on Tropical Storm Octave (englisch; PDF)

### Tropischer Sturm Priscilla
Am 12. Oktober bildete sich etwa 850 Meilen südsüdwestlich von Cabo San Lucas, Mexiko ein Gebiet von gestörtem Wetter, direkt südwestlich des späteren tropischen Sturms Octave. Das System konnte sich schnell organisieren und erhielt bereits am folgenden Tag eine hohe Wahrscheinlichkeit sich in ein tropisches Tiefdruckgebiet zu entwickeln. Am Morgen des 14. Oktober stufte das National Hurricane Center die Störung zum tropischen Sturm Priscilla herauf, als dieser sich etwa 1135 km südwestlich von Cabo San Lucas, Mexiko befand. Noch am selben Tag erreichte das System mit Windgeschwindigkeiten von 75 km/h und einem Luftdruck von 1001 hPa seinen Höhepunkt als ein schwacher tropischer Sturm. Danach schwächte sich Priscilla rasch ab und wurde am Abend des 15. Oktober zu einem tropischen Tiefdruckgebiet herabgestuft. Am frühen Morgen des 17. Oktober degenerierte das Tiefdruckgebiet zu einem außertropischen Resttief, als es sich etwa 1235 km westsüdwestlich von Cabo San Lucas, Mexiko befand.
- NHC's Sturmarchiv zu Tropensturm Priscilla (englisch)
- NHC's Grafikenarchiv zu Tropensturm Priscilla (englisch)
- NHC's Tropical Cyclone Report on Tropical Storm Priscilla (englisch; PDF)

### Hurrikan Raymond
Am 17. Oktober meldete das National Hurricane Center (NHC), dass sich ein breiter Bereich von niedrigem Luftdruck in der Nähe von Zentralamerika gebildet habe. Die Störung zog nach Westen und erhielt am 19. Oktober eine hohe Wahrscheinlichkeit sich in ein tropisches Tiefdruckgebiet zu entwickeln. Früh am 20. Oktober wurde das System zum tropischen Tiefdruckgebiet Siebzehn-E aktualisiert, als es sich etwa 330 km südlich von Acapulco, Mexiko befand. Nur sechs Stunden später folgte die Heraufstufung zum tropischen Sturm Raymond. Der Sturm intensivierte sich daraufhin rapide und war um Mitternacht ein Kategorie-1-Hurrikan. Raymond entwickelte sich weiter und erreichte drei Stunden später die Stärke eines Kategorie-2-Hurrikans. Am Vormittag des 21. Oktober meldete das National Hurricane Center, dass sich Raymond in einen Major-Hurrikan der Kategorie 3 intensiviert hat. Am Abend erreichte der Sturm mit Windgeschwindigkeiten von rund 205 km/h und einem Luftdruck von 949 hPa seinen Höhepunkt, als er sich etwa 170 km südsüdwestlich von Zihuatanejo befand und sich kaum bewegte. Weiterhin stationär südlich von Mexiko liegend, schwächte sich Raymond am Nachmittag des 22. Oktober in einen Hurrikan der Kategorie 2 und nur drei Stunden später in einen Kategorie-1-Hurrikan ab. Der Hurrikan setzte seine Abschwächung fort und das National Hurricane Center meldete am nächsten Tag, dass Raymond zu einem tropischen Sturm herabgestuft wurde. Im Laufe des nächsten Tages schwächte sich Raymond in einen schwachen tropischen Sturm mit Windgeschwindigkeiten von nur 75 km/h ab und bewegte sich rasch nach Westen und entfernte sich von Mexiko. Der Sturm begann sich allerdings am 25. Oktober etwas zu intensivieren und erreichte die Stärke eines moderaten tropischen Sturmes. Früh am 27. Oktober begann Raymond ein kleines Auge zu bilden und wurde deshalb vom National Hurricane Center erneut zu einem Hurrikan aktualisiert. Der Sturm entwickelte sich rasch weiter, sodass das National Hurricane Center am Abend berichtete, dass Raymond sich in einen Hurrikan der Kategorie 2 intensiviert hat. Sechs Stunden später erreichte der Hurrikan mit Windgeschwindigkeiten von rund 165 km/h und einem Luftdruck von 972 hPa seinen zweiten Höhepunkt. Danach schwächte sich Raymond rapide ab und war bereits am Abend des 28. Oktober nur noch ein tropischer Sturm. Zwei Tage später degenerierte das System zu einem außertropischen Resttief, als es sich etwa 580 km südwestlich von Cabo San Lucas, Mexiko befand.
- NHC's Sturmarchiv zu Hurrikan Raymond (englisch)
- NHC's Grafikenarchiv zu Hurrikan Raymond (englisch)
- NHC's Tropical Cyclone Report on Hurricane Raymond (englisch; PDF)

### Tropischer Sturm Sonia
Spät am 29. Oktober begann das National Hurricane Center (NHC) ein großes Gebiet von gestörtem Wetter zu beobachten, das sich südlich von Mexiko gebildet hat. Die Störung intensivierte sich rasch und erhielt am nächsten Tag eine mittlere Wahrscheinlichkeit sich in ein tropisches Tiefdruckgebiet zu entwickeln. Am Nachmittag des 31. Oktober erhielt das System eine hohe Wahrscheinlichkeit und wurde früh am 1. November zum tropischen Tiefdruckgebiet Achtzehn-E aktualisiert, als es sich 485 km südwestlich von Manzanillo, Mexiko befand. Zunächst blieb das Tiefdruckgebiet ziemlich unorganisiert und konnte sich nicht intensivieren. Erst spät am 2. November zeigte das System Zeichen für eine Intensivierung und es wurden erste Sturmwarnungen für die Küste von Sinaloa herausgegeben. Am Vormittag des 3. November hatte das Tiefdruckgebiet genug Organisation, um vom National Hurricane Center zum tropischen Sturm Sonia heraufgestuft zu werden. Später am selben Tag erreichte der Sturm mit andauernden Windgeschwindigkeiten von rund 75 km/h und einem Luftdruck von 1003 hPa seinen Höhepunkt. Sonia ging früh am 4. November bei Culiacán, Mexiko als ein schwacher tropischer Sturm an Land. Wenig später löste sich das System etwa 125 km nordöstlich von Culiacán, Mexiko auf.
- NHC's Sturmarchiv zu Tropensturm Sonia (englisch)
- NHC's Grafikenarchiv zu Tropensturm Sonia (englisch)
- NHC's Tropical Cyclone Report on Tropical Storm Sonia (englisch; PDF)